# آنوپول
آنوپول (به لاتین: Annopol) یک شهر در لهستان است که در گمینا اننوپول واقع شده‌است. آنوپول ۷٫۷۳ کیلومتر مربع مساحت و ۲٬۶۹۰ نفر جمعیت دارد.